# Karl-Heinz Stadtmüller
Karl-Heinz Stadtmüller (Berlín, 30 de enero de 1953) es un atleta alemán especializado en marcha atlética.
Participó en la prueba de los 50 km marcha en los Juegos Olímpicos de Múnich de 1972 finalizando en undécima posición. Su segunda participación en unos juegos olímpicos fue en los de Montreal 1976 y se saldó con la cuarta posición y el correspondiente diploma olímpico. La tercera participación se saldó con un octavo puesto y nuevo diploma en los Juegos Olímpicos de Moscú 1980.
Son destacables sus participaciones en la Copa del Mundo de Marcha Atlética. En 1973 se hizo con la medalla de plata en Lugano, en 1975 consiguió la de oro y en 1077 la de bronce.
Su mejor marca personal en la distancia de 20 km marcha data de 1980 y está establecida en 1h:22:25. En los 50 km la marca es de 4h:02:00